# Škoda TL 659.001 und TL 659.002
Die TL 659.001 und TL 659.002 waren Versuchslokomotiven des tschechoslowakischen Herstellers Škoda mit Gasturbinenantrieb.

## Geschichte
Die Idee der Gasturbinenlokomotive stammte aus der Schweiz, wo schon 1938 mit der SBB Am 4/6 ein erstes Fahrzeug zu Versuchszwecken gebaut wurde. Im Gegensatz zur Diesellokomotive war bei Gasturbinenlokomotiven auch die Verbrennung von billigem Schweröl möglich, das seinerzeit in den Erdölraffinerien als Abfallprodukt anfiel. Das vergleichsweise geringe Leistungsgewicht der Gasturbine versprach zudem den Bau sehr starker Lokomotiven, die gegenüber ölgefeuerten Dampflokomotiven in Leistung und Wirtschaftlichkeit überlegen sein würden.
Škoda in Plzeň begann in den 1950er Jahren mit der Entwicklung einer solchen Lokomotive, die im Gegensatz zum Schweizer Vorbild eine mechanische Kraftübertragung erhielt. Im Februar 1958 stellte Škoda den ersten Prototyp TL 659.001 mit der Fabriknummer 3914 fertig. Noch im gleichen Jahr präsentierte man die Lokomotive auf der Weltausstellung Expo 58 in Brüssel. Die ersten Fahrten fanden dann im März 1959 auf der Strecke Plzeň–Cheb–Sokolov statt. Am 15. März 1959 beförderte die Lokomotive einen Güterzug mit der enormen Last von 6486 Tonnen. Zwei Tage später brach bei einer Probefahrt auf der Strecke Praha–Plzeň nahe der Haltestelle Šťáhlavy ein Brand im Maschinenraum aus, der die Lokomotive teilweise zerstörte. Da sich eine Reparatur nicht lohnte, wurde sie daraufhin verschrottet.
Die zweite Lokomotive TL 659.002 verließ am 18. März 1960 die Werkhallen. Nach der technischen Abnahme am 28. März 1960 begann das Erprobungsprogramm. Dabei erwies sich die Konstruktion als noch unausgereift. So war etwa der Brennstofftank im Verhältnis zum Kraftstoffverbrauch (bis zu 1000 Liter pro Betriebsstunde) zu klein dimensioniert. Die Lokomotive führte deshalb bei den Versuchsfahrten stets einen zusätzlichen Kesselwagen mit Brennstoff mit. Problematisch war auch die starke Schallemission, die bei einem Serienbau hätte gedämpft werden müssen.
Nach dem Abschluss des Versuchsprogramms wurde die Lokomotive ab 1962 von den Tschechoslowakischen Staatsbahnen (ČSD) in Kolín und Plzeň im regulären Güterverkehr eingesetzt. Nach der Ausmusterung am 29. April 1966 übergab sie Škoda als Anschauungsobjekt an die Verkehrshochschule in Žilina (Vysoká škola dopravná v Žiline), wo sie kurz darauf zerlegt wurde.

## Konstruktive Merkmale
Als Brennstoff der Lokomotive konnte sowohl leichtes Heizöl als auch Schweröl (Masut) verwendet werden. Die Traktionsturbine gab ihre Kraft über ein mechanisches Getriebe an alle sechs Achsen ab. Eine zweite kleinere Turbine trieb den Kompressor für die Verbrennungsluft an. Als Hilfsmotor zum Start der Kompressorturbine wurde ein Dieselmotor vom Typ Tatra 111A verwendet, der auch als Rangierantrieb genutzt werden konnte.